# Tai nạn máy bay Boeing 707 của British Airtours năm 1977
Vào ngày 17 tháng 3 năm 1977, một chiếc Boeing 707 của British Airtours đang được sử dụng để huấn luyện phi công đã bị rơi và bốc cháy trong quá trình cất cánh tại sân bay Glasgow Prestwick. Tất cả bốn thành viên phi hành đoàn trên máy bay đều sống sót.

## Máy bay
Chiếc Boeing 707-436, đăng ký G-APFK, chuyến bay đầu tiên của nó là vào năm 1960. Số hiệu chế tạo của nó là 17712  và 4 động cơ là tua-bin Rolls-Royce Conway 508. Máy bay được đưa vào hoạt động với BOAC vào ngày 29 tháng 9 năm 1960, được chuyển sang BEA Airtours vào ngày 30 tháng 12 năm 1971 và cuối cùng là British Airtours vào ngày 1 tháng 4 năm 1974.

## Chuyến bay và tai nạn
Trên máy bay là một cơ trưởng 48 tuổi, cơ phó thứ nhất 29 tuổi, một kỹ sư máy bay và một cơ phó thứ 2 giám sát ngồi phía sau ghế ngồi của cơ trưởng. Dự báo gió là 18 hải lý, tăng lên 35 hải lý. Không có số chuyến bay nào được chỉ định cho buổi đào tạo.
Sau khi nhận được vào đường băng để cất cánh từ ATC, các phi công đã đánh máy bay tới đường băng 31 để khởi hành. Cơ phó thứ nhất thực tập sinh bắt đầu chạy cất cánh bằng cách áp dụng toàn bộ sức mạnh cho các động cơ. Khi các phi công quay máy bay từ tốc độ VR (125 hải lý), cơ trưởng đã kéo lại động cơ số 1, nói rằng đã ngừng hoạt động. Đây là phi hành đoàn áp dụng trang trí bánh lái bên trái và máy bay đã leo lên 20 feet. Máy bay bắt đầu hạ xuống và cánh trái giảm 20 độ. Động cơ được mô phỏng là không thành công ở cạnh trái của đường băng 31. Máy bay sau đó bắt đầu rơi và lăn sang phải, và động cơ số 4 đập xuống đất. Máy bay trượt xuống đường băng, xé nát cả bốn động cơ và làm sập thiết bị hạ cánh và bùng cháy. Trong quá trình sơ tán, một phi công bị thương.

## Điều tra
Chi nhánh điều tra tai nạn hàng không (AAIB) bắt đầu một cuộc điều tra vào ngày hôm sau. Theo dữ liệu chuyến bay và máy ghi âm buồng lái, một lỗi động cơ sẽ được mô phỏng như một bài tập cho hai phi công để nhanh chóng trình bày các quy trình khởi động lại hoặc tắt động cơ bị hỏng. AAIB xác định các phi công đã không đối phó với sự thất bại nhanh chóng như khuyến nghị. Thông thường, một phi công phải đối phó với động cơ bị hỏng trong 1 đến 2 giây, nhưng cơ phó của thực tập sinh mất 2 đến 3 giây.

### Nguyên nhân có thể
Sau khi điều tra vụ tai nạn trong 1 năm và 4 tháng, AAIB đã công bố báo cáo chính thức cuối cùng vào tháng 9 năm 1978, nêu rõ nguyên nhân có thể xảy ra của vụ tai nạn: "Mất kiểm soát dẫn đến việc chậm trễ trong việc khắc phục hoàn toàn lỗi trong động cơ khi cất cánh".

## Hậu quả
Chiếc máy bay đã bị hư hỏng và không thể sửa chữa trong vụ tai nạn vì nó đã bị lửa thiêu rụi. Nó đã được cất giữ vào tháng 11 năm 1978 và bị loại bỏ vào năm 1979.